# Jan Werner (inżynier)

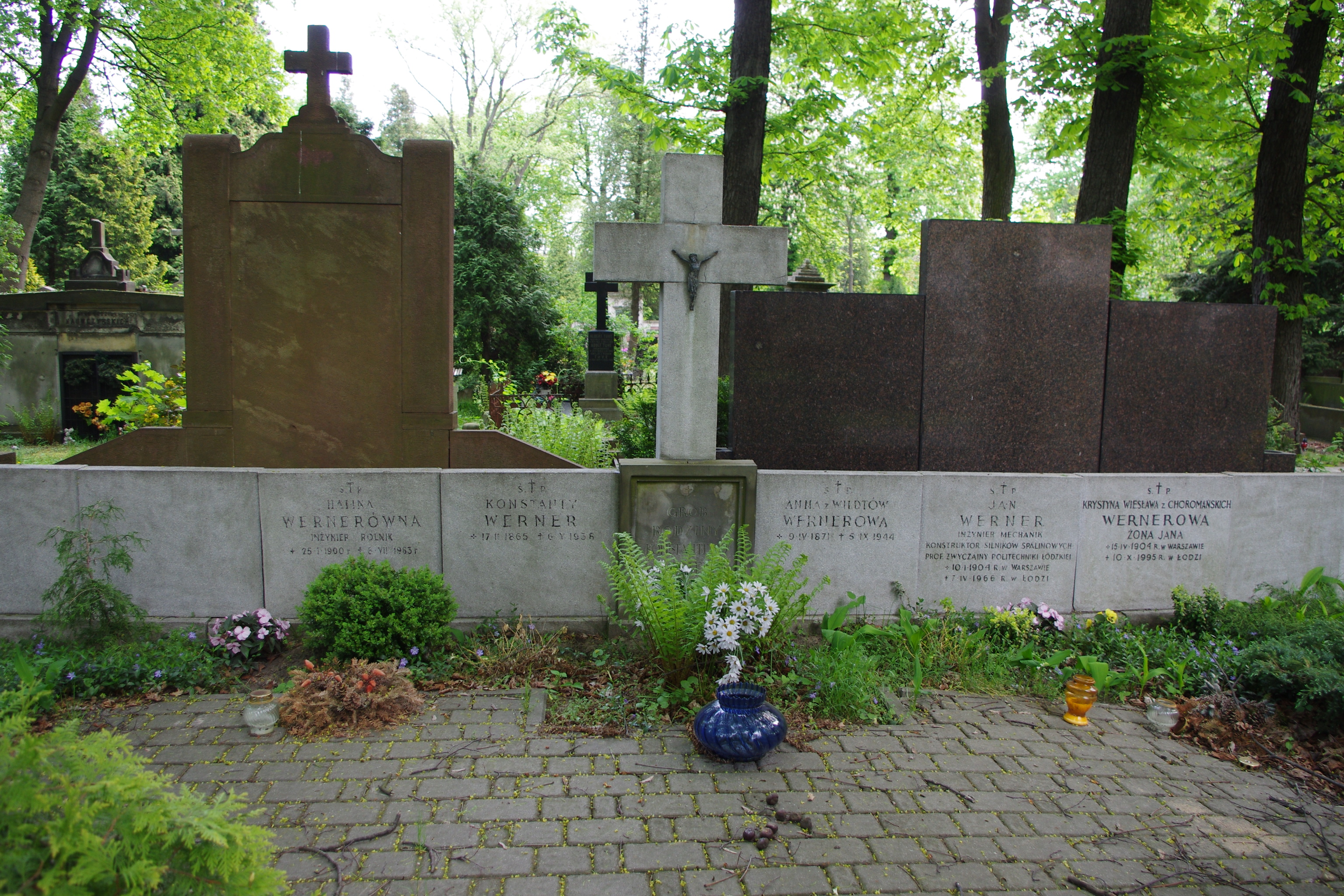
Grób inżyniera Jana Wernera na Cmentarzu Ewangelicko-Augsburskim w Warszawie

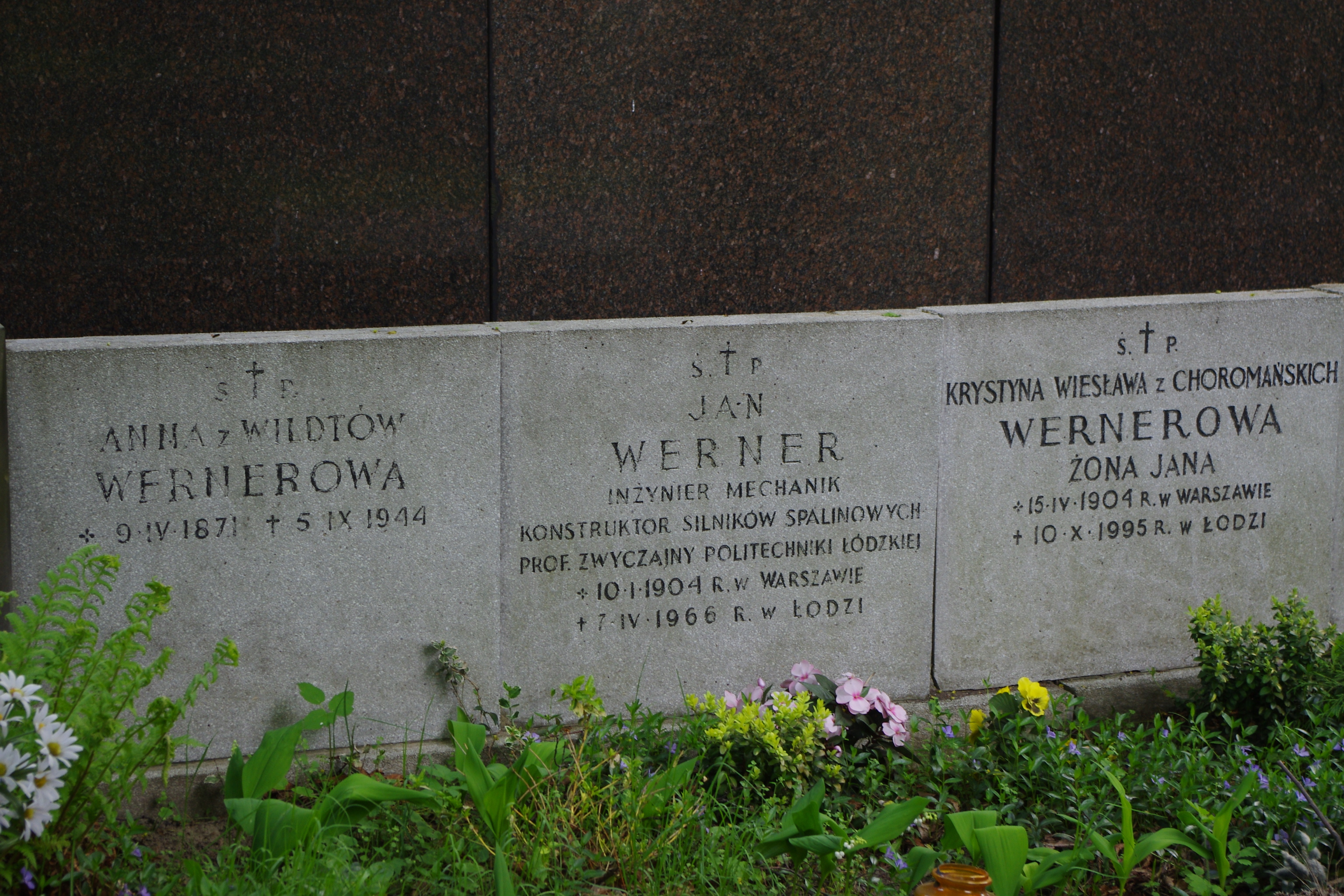
Grób inżyniera Jana Wernera na Cmentarzu Ewangelicko-Augsburskim w Warszawie

Jan Ryszard Werner ps. Karol, Irving (ur. 10 stycznia 1904 w Warszawie, zm. 7 kwietnia 1966 w Łodzi) – polski inżynier, konstruktor silników, profesor. 
W 1922 roku rozpoczął studia na Wydziale Mechanicznym Politechniki Warszawskiej. Był filistrem Korporacji Akademickiej Sarmatia. W 1928, po uzyskaniu dyplomu inżyniera mechanika, rozpoczął pracę w fabryce silników Perkun SA w Warszawie jako konstruktor. Został następnie kierownikiem jej biura konstrukcyjnego. Opracowano wówczas serię silników przemysłowych i do kutrów rybackich. W 1934 roku przeszedł do pracy w Biurze Studiów Państwowych Zakładów Inżynierii w Warszawie. Współpracował przy stworzeniu silników PZInż.405 do samochodu Lux-Sport i PZInż.705 do ciężarówki PZInż 703.
Podczas niemieckiej okupacji i przejściu PZInż. pod zarząd niemiecki, powrócił do pracy w prywatnej fabryce Perkun, nadal zajmując się projektowaniem silników. W czasie powstania warszawskiego był żołnierzem AK, zajmował się produkcją broni i miotaczy ognia. Po wojnie objął stanowisko profesora Politechniki Łódzkiej, kierownika Katedry Cieplnych Maszyn Tłokowych Politechniki Łódzkiej. Tutaj też skonstruował wraz z Jerzym Wernerem (zbieżność nazwiska przypadkowa) i Mieczysławem Dębickim samochód ciężarowy Star 20 bazując na przedwojennych doświadczeniach przy samochodzie PZInż 703. Był szefem zespołu projektującego silnik S42 i ich pochodnych do Stara 20.
Wkrótce po wojnie został też kierownikiem Centralnego Biura Badań i Konstrukcji Zjednoczenia Przemysłu Motoryzacyjnego w Łodzi. Brał udział w projektowaniu silników przemysłowych rodziny S-60, a także wielu silników, które nie weszły do produkcji, w tym silnika wysokoprężnego do samochodu FSO Warszawa z 1956 roku. Od 1958 roku otrzymał tytuł profesora zwyczajnego, zajmował też stanowiska dziekana i prorektora na Politechnice Łódzkiej. Był członkiem Komitetu Budowy Maszyn Polskiej Akademii Nauk.
Wydał drukiem pracę Silniki spalinowe małej i średniej mocy. Warszawa: Państwowe Wydawnictwa Techniczne, wyd pierwsze 1957, drugie 1964 (wyd. 6 popr. Warszawa: Wydawnictwa Naukowo-Techniczne, 1983).
Ojciec Krystyny Anny Poklewskiej, profesora Uniwersytetu Łódzkiego.
Pochowany na Cmentarzu Ewangelicko-Augsburskim (Luterańskim) w Warszawie (rząd 9 miejsce 12).